# Gli sbandati
Gli sbandati is een Italiaanse film van Franco Maselli die werd uitgebracht in 1955.
De film werd in 2008 opgenomen in de lijst van 100 film italiani da salvare.

## Verhaal
Het verhaal speelt zich af in de zomer van 1943, in de nasleep van de Italiaanse Veldtocht, in de buurt van Milaan. Het fascisme is aan het instorten.
Gravin Luisa en haar zoon Andrea, haar neef Carlo en Ferruccio, een oude vriend, hebben Milaan verlaten om te ontkomen aan de bombardementen. Ze schuilen in haar luxueuze villa op het platteland, aan de oever van de Po. Gravin Luisa is de weduwe van een zakenman, Carlo is de zoon van een belangrijke fascistische leider die naar Zwitserland is gevlucht. Ferruccio is de zoon van een legerofficier.
De jongemannen leiden er een kommerloos leventje. Enkel Carlo lijkt de ernst van de situatie te beseffen. Andere mensen die op de vlucht zijn stromen toe. Andrea gaat in op de vraag van de burgemeester van het dorp om een familie onderdak te verschaffen. Onder hen bevindt zich de jonge mooie arbeidster Lucia door wie Andrea gefascineerd raakt. Terwijl zijn moeder terugkeert naar Milaan verstopt Andrea zelfs gedeserteerde Italiaanse soldaten.

## Rolverdeling
| Acteur            | Personage          |
| ----------------- | ------------------ |
| Lucia Bosè        | Lucia              |
| Jean-Pierre Mocky | Andrea             |
| Isa Miranda       | gravin Luisa       |
| Leonardo Botta    | Ferruccio          |
| Anthony Steffen   | Carlo              |
| Goliarda Sapienza | de tante van Lucia |
| Ivy Nicholson     | Isabella           |
| Marco Guglielmi   | een soldaat        |
| Giulio Paradisi   |                    |
| Terence Hill      |                    |